# پایانه باریزد
پایانه باریزد، روستایی از توابع بخش مرکزی شهرستان یزد در استان یزد ایران است.

## جمعیت
این روستا در دهستان فجر قرار دارد و براساس سرشماری مرکز آمار ایران در سال ۱۳۸۵، جمعیت آن ۱۳ نفر (۴خانوار) بوده‌است.